# Länsman
För andra betydelser, se Länsman (olika betydelser).

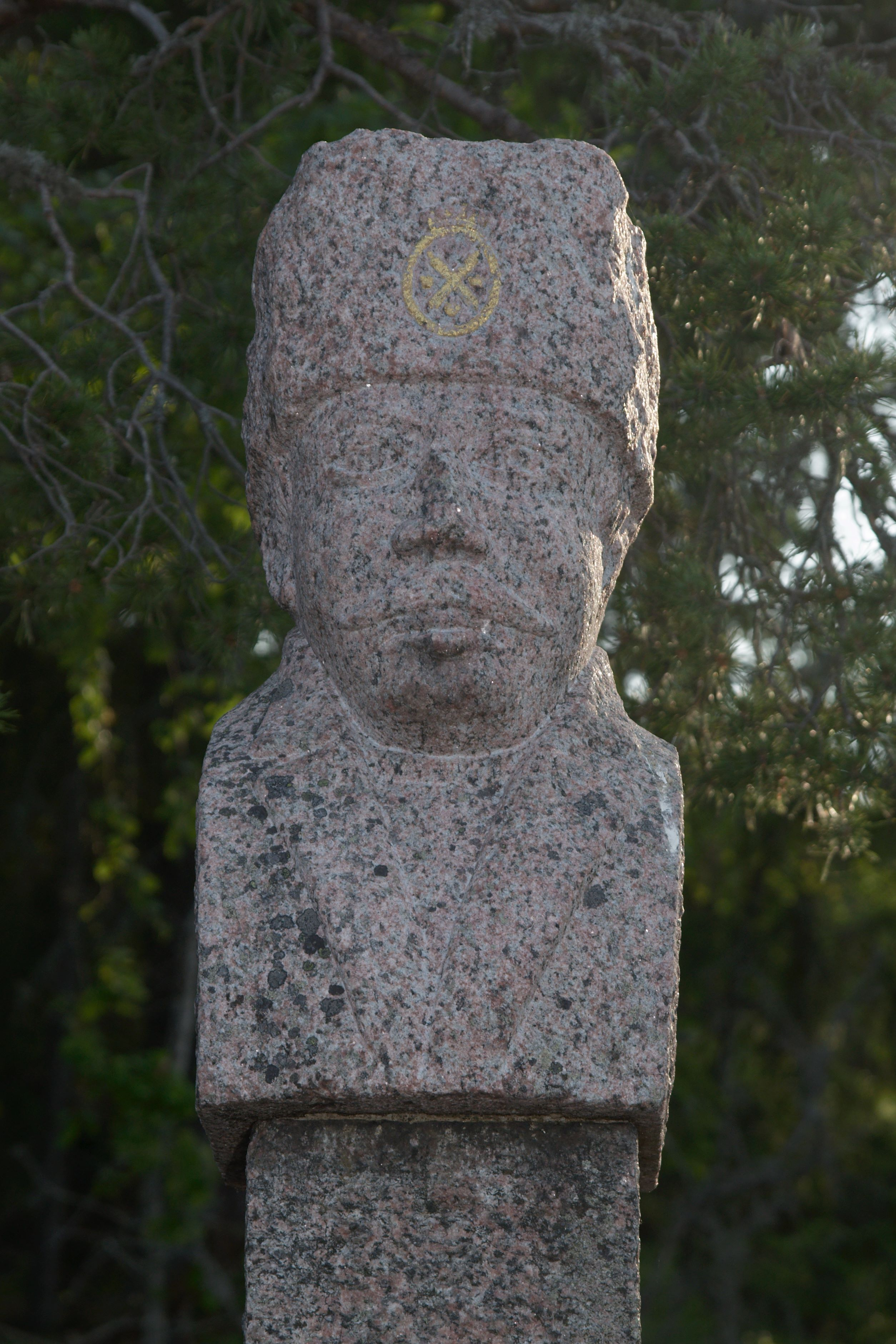
Skulpturen "Länsman" av stenhuggaren Alfred Quick, vätögranit, 1946, ett porträtt av en länsman med krimmermössa, Vätöberg i Roslagen

Länsman är en yrkestitel inom staten, som har använts på olika sätt genom tiderna. I modern tid har länsman varit ett smeknamn eller öknamn för polisen.

## Finland
I Finlands polis är länsman (finska: nimismies) en tjänstegrad som motsvarar polismästare i Sverige.
Under stora ofreden verkade länsmän i socknarna under de ryska ockupationsmyndigheterna både i Åbo generalguvernement och i Viborgs kommendantskap. De var även åklagare vid tingen i Åbo generalguvernement.

## Norge
I Norge är lensmann en ställning inom polisen som chef för ett lensmannskontor. Eftersom detta är en typ av polisstation så är lensmann en tjänstegrad på nivå med en politistasjonssjef på en ordinär polisstation. Förutom rena polisuppgifter har lensmansskontoret även civila uppgifter såsom att bistå vid arvskifte samt Notarius publicus o.a.

## Sverige

### Till 1675
Fram till 1675 var länsmannen en lokal förtroendeman som utgjorde en länk mellan lokalsamhället och statens förvaltning. Denne kallades för sockenlänsman eller bylänsman. I en kunglig resolution från 1675 stadgades dock att länsmännen skulle utses av landshövdingen: "dock skall det ske utav bofaste och beskedligaste bönder, som i häradet finnes, och intet främmande och löse, som allmogen ingen hjälp kan hava av".
Sockenlänsmännen ersattes som lokala förtroendemän av sockenskrivare.

### 1675–1918
Från 1675 betecknade titeln en lokal, statlig lägre tjänsteman med beteckningen kronolänsman. För denna befattning krävdes från 1842 länsmansexamen. Kronolänsmannens arbetsuppgifter omfattade skatteuppbörd, indrivning och polisverksamhet. Han var även åklagare i vissa mål. Till sitt biträde hade han fjärdingsmän. Kronolänsmannens närmaste förman var kronofogden. Kronolänsmännen blev 1918 landsfiskaler.
Järnvägslänsman var en av länsstyrelsen förordnad polisman, som ansvarade för polisbevakningen vid ett järnvägsbygge. Järnvägslänsmännen avlönades av järnvägsbyggnadsföretaget.